# بوب أبيرنيثي
بوب أبيرنيثي (بالإنجليزية: Bob Abernethy)‏ هو صحفي أمريكي، ولد في 5 نوفمبر 1927.

## وصلات خارجية
- بوب أبيرنيثي على موقع IMDb (الإنجليزية)
- بوب أبيرنيثي على موقع إن إن دي بي (الإنجليزية)